# 고령 고아리 벽화 고분
고령 고아리 벽화 고분(高靈 古衙里 壁畵 古墳)은 경상북도 고령군 고령읍 고아리에 있는 가야의 무덤이다. 1968년 12월 19일 대한민국의 사적 제165호로 지정되었다.

## 개요
고령 주산(主山)근처 구릉 끝에 있는 10여 기의 무덤 중 하나로 벽화의 흔적이 남아있는 무덤이다.
동서길이 약 25m, 남북길이 약 20m의 봉분으로 된 활천장(궁륭식천장)을 가진 굴식돌방무덤(횡혈식석실분)이다. 유물은 도굴되어 없고, 널방(현실)에는 동쪽에 부인의 관, 서쪽에는 남편의 관이 놓여있고, 바닥에 도랑을 설치하였다. 널방에는 벽화의 흔적이 약간 남아 있으나 알 수 없고, 천장돌에 분홍색·백색·녹색·갈색 물감을 이용하여 연꽃장식을 그렸다.
천장의 축조방법이나 바닥의 도랑 등이 백제지방 무덤 방식과 비슷하여 가야지방에 백제문화의 영향을 보여주는 중요한 자료이다.

## 현지 안내문
이 무덤은 고령읍에서 남쪽으로 약 1.5km 떨어진 고아리의 뒷산에 위치해 있으며, 1963년 무덤 내에서 벽화가 발견된 가야지역 유일의 벽화고분이다. 
시신을 넣어 두는 돌방 내부와 이 방과 연결된 입구인 연도에 벽화가 그려져 있는데 대부분이 벗겨져 있다.
천장 돌에는 회칠을 얇게 하고, 벽면에는 굴 껍질을 섞은 회를 두텁게 바르고, 그 위에 분홍색·녹색·흑색·갈색의 염료로 그림을 그렸다. 벽화는 주로 연꽃을 그렸는데, 돌방 천장에는 1개, 연도 천장에는 11개의 연꽃 그림이 비교적 선명하게 남아 있다. 연꽃 주위에는 잎이나 줄기로 보이는 녹색 선과 갈색, 분홍색, 녹색으로 물결무늬 혹은 구름 같은 모양이 그려져 있다.
무덤의 구조화 형태는 백제의 《공주 송산리 고분군》과 관련이 있을 것으로 추정되며 6세기경에 만들어진 것으로 추정된다.

## 같이 보기
- 공주 송산리 고분군 - 사적 제13호

## 참고 자료
- 고령 고아리 벽화 고분 - 국가유산청 국가유산포털